# Tunísia nos Jogos Olímpicos de Verão da Juventude de 2010
A Tunísia participou dos Jogos Olímpicos de Verão da Juventude de 2010 em Cingapura. Sua delegação foi formada por 24 altetas de 10 esportes.

## Atletismo
| Evento                          | Atleta           | Qualificação | Qualificação | Final           | Final        |
| Evento                          | Atleta           | Resultado    | Posição      | Resultado       | Posição      |
| ------------------------------- | ---------------- | ------------ | ------------ | --------------- | ------------ |
| 400 m com barreiras feminino    | Abir Barkaoui    | 1:03.48      | 11º (5º q1)  | 1:03.90         | 4º (Final B) |
| Lançamento de dardo feminino    | Ameni Ben Salem  | 35,44        | 15º          | 36,46           | 7º (Final B) |
| 2000 m com obstáculos masculino | Bacem Salhi      | 6:43.17      | 13º          | 6:39.07         | 6º (Final B) |
| Salto com vara feminino         | Dora Mahfoudhi   | 3,60         | 10º          | 3,45            | 5º (Final B) |
| Arremesso de martelo feminino   | Nabiha Gueddah   | 43,92        | 17º          | 47,95           | 6º (Final B) |
| 2000 m com obstáculos feminino  | Nour Sioud       | 7:04.61      | 8º           | Não completou   | -- (Final A) |
| Arremesso de disco feminino     | Rahma Bouslama   | 39,46        | 12º          | 38,40           | 5º (Final B) |
| 110 m com barreiras masculino   | Rami Gharsali    | 14.68        | 15º (6º q2)  | Desclassificado | -- (Final C) |
| 100 m com barreiras feminino    | Salma Abdelhamid | 14.61        | 14º (5º q2)  | 14.88           | 3º (Final C) |

## Canoagem
| Evento                 | Atleta          | Tomada de tempo | Tomada de tempo | 1ª rodada                                  | Repescagem                           | Oitavas-de-final                           | Quartas-de-final   | Semi-finais        | Final              | Pos. final |
| Evento                 | Atleta          | Resultado       | Pos.            | Oponente Resultado                         | Oponente Resultado                   | Oponente Resultado                         | Oponente Resultado | Oponente Resultado | Oponente Resultado | Pos. final |
| ---------------------- | --------------- | --------------- | --------------- | ------------------------------------------ | ------------------------------------ | ------------------------------------------ | ------------------ | ------------------ | ------------------ | ---------- |
| Velocidade K1 feminino | Ben Ismail Afef | 1:59.48         | 17º             | BEL Hermien Peters D 2:02.07 (bat. 4)      | FRA Manon Hostens D 1:57.33 (rep. 3) | HUN Ramóna Farkasdi D 2:04.25 (bat. 1)     | Não avançou        | Não avançou        | Não avançou        | --         |
| Slalom K1 feminino     | Ben Ismail Afef | 1:52.33         | 10º             | ESP María Elena Monleón V 1:51.48 (bat. 9) |                                      | GER Nathalie Grewelding D 2:00.26 (bat. 6) | Não avançou        | Não avançou        | Não avançou        | --         |

## Halterofilismo
| Evento              | Atleta         | Peso corporal (kg) | Arranque (kg) | Arranque (kg) | Arranque (kg) | Arranque (kg) | Arremesso (kg) | Arremesso (kg) | Arremesso (kg) | Arremesso (kg) | Total (kg) | Pos. final |
| Evento              | Atleta         | Peso corporal (kg) | 1             | 2             | 3             | Res.          | 1              | 2              | 3              | Res.           | Total (kg) | Pos. final |
| ------------------- | -------------- | ------------------ | ------------- | ------------- | ------------- | ------------- | -------------- | -------------- | -------------- | -------------- | ---------- | ---------- |
| Até 56 kg masculino | Karem Ben Hnia | 55,31              | 91            | 96            | 96            | 96            | 118            | 122            | 122            | 118            | 214        | 8º         |
| Até 53 kg feminino  | Oumaina Majri  | 52,46              | 58            | 62            | 65            | 62            | 73             | 78             | 80             | 78             | 140        | 7º         |

## Lutas
| Evento                    | Atleta         | Preliminares             | Preliminares              | Preliminares                | Preliminares             | Preliminares       | Preliminares | Disputa do 7º lugar             | Pos. final |
| Evento                    | Atleta         | 1ª rodada                | 2ª rodada                 | 3ª rodada                   | 4ª rodada                | 5ª rodada          | Pos.         | Oponente Resultado              | Pos. final |
| Evento                    | Atleta         | Oponente Resultado       | Oponente Resultado        | Oponente Resultado          | Oponente Resultado       | Oponente Resultado | Pos.         | Oponente Resultado              | Pos. final |
| ------------------------- | -------------- | ------------------------ | ------------------------- | --------------------------- | ------------------------ | ------------------ | ------------ | ------------------------------- | ---------- |
| Livre até 46 kg feminino  | Ikram Gannouni | MDA Iulia Leorda D 0-4   | AUS Carissa Holland D 0-4 | GER Laura Mertens D 1-3     |                          |                    | 4º           | Sem oponente                    | 7º         |
| Livre até 54 kg masculino | Maher Ghanmi   | JPN Yuki Takahashi D 0-4 | CGO Prince Mbambi V 3-1   | TUR Mehmet Ali Daylak D 0-3 | DOM Jeffry Serrata D 1-3 | Folga              | 4º           | SIN Kester Chun Yue Leung V 4-0 | 7º         |

## Natação
| Evento                   | Atleta            | Qualificação | Qualificação | Semifinais | Semifinais   | Final       | Final       |
| Evento                   | Atleta            | Resultado    | Posição      | Resultado  | Posição      | Resultado   | Posição     |
| ------------------------ | ----------------- | ------------ | ------------ | ---------- | ------------ | ----------- | ----------- |
| 200 m livre masculino    | Fedy Hannachi     | 1:58.64      | 36º (2º q1)  |            |              | Não avançou | Não avançou |
| 400 m livre masculino    | Fedy Hannachi     | 4:11.70      | 26º (7º q2)  |            |              | Não avançou | Não avançou |
| 400 m livre feminino     | Nesrine Khelifati | 4:37.37      | 24º (1º q1)  |            |              | Não avançou | Não avançou |
| 200 m borboleta feminino | Nesrine Khelifati | 2:20.67      | 17º (5º q2)  |            |              | Não avançou | Não avançou |
| 100 m peito masculino    | Wassim Elloumi    | 1:05.49      | 17º (1º q1)a | 1:05.45    | 16º (8º sf1) | Não avançou | Não avançou |
| 200 m peito masculino    | Wassim Elloumi    | 2:26.92      | 16º (6º q1)  |            |              | Não avançou | Não avançou |
| 50 m livre feminino      | Zeineb Khalfallah | 27.19        | 19º (1º q2)  |            |              | Não avançou | Não avançou |
| 100 m livre feminino     | Zeineb Khalfallah | 58.37        | 16º (1º q1)  | 58.12      | 13º (7º sf1) | Não avançou | Não avançou |
| 200 m livre feminino     | Zeineb Khalfallah | 2:05.56      | 15º (1º q1)  |            |              | Não avançou | Não avançou |
| 200 m medley feminino    | Zeineb Khalfallah | 2:23.81      | 15º (1º q1)  |            |              | Não avançou | Não avançou |

↑a  Classificou-se com a desistência do australiano Kenneth To.

## Remo
| Evento                  | Atleta                | Elim.   | Elim.       | Repescagem | Repescagem  | Semifinais | Semifinais   | Final   | Final        |
| Evento                  | Atleta                | Tempo   | Pos.        | Tempo      | Pos.        | Tempo      | Pos.         | Tempo   | Pos.         |
| ----------------------- | --------------------- | ------- | ----------- | ---------- | ----------- | ---------- | ------------ | ------- | ------------ |
| Skiff simples masculino | Mohamed Fares Laouiti | 3:37.29 | 6º (bat. 1) | 3:38.38    | 4º (rep. 1) | 3:47.69    | 3º (sf C/D2) | 3:44.37 | 6º (Final C) |

## Taekwondo
| Evento             | Atleta        | 1ª rodada    | Quartas-de-final            | Semifinais  | Final       | Pos. final |
| ------------------ | ------------- | ------------ | --------------------------- | ----------- | ----------- | ---------- |
| Até 55 kg feminino | Rahma Ben Ali | Sem oponente | VIE Thanh Thảo Nguyễn D 1-3 | Não avançou | Não avançou | 5º         |

## Tênis
| Evento            | Atleta      | 1ª rodada                            | Torneio de consolação                      | Torneio de consolação                | Torneio de consolação | Torneio de consolação | Pos. final |
| Evento            | Atleta      | 1ª rodada                            | 1ª rodada                                  | Quartas-de-final                     | Semifinais            | Final                 | Pos. final |
| Evento            | Atleta      | Oponente Resultado                   | Oponente Resultado                         | Oponente Resultado                   | Oponente Resultado    | Oponente Resultado    | Pos. final |
| ----------------- | ----------- | ------------------------------------ | ------------------------------------------ | ------------------------------------ | --------------------- | --------------------- | ---------- |
| Simples masculino | Ahmed Triki | PER Duilio Beretta D 0-2 (4-6 e 4-6) | ECU Roberto Quiroz V 2-1 (1-6, 6-4 e 10-6) | SVK Filip Horanský D 0-2 (6-7 e 1-6) | Não avançou           | Não avançou           | --         |

| Evento           | Atleta                            | 1ª rodada                           | 2ª rodada                              | Quartas-de-final                   | Semifinais         | Final              | Pos. final |
| Evento           | Atleta                            | Oponente Resultado                  | Oponente Resultado                     | Oponente Resultado                 | Oponente Resultado | Oponente Resultado | Pos. final |
| ---------------- | --------------------------------- | ----------------------------------- | -------------------------------------- | ---------------------------------- | ------------------ | ------------------ | ---------- |
| Simples feminino | Ons Jabeur (cabeça-de-chave nº 8) | SRB Doroteja Eric V 2-0 (7-6 e 6-3) | CZE Denisa Allertová V 2-0 (6-4 e 6-2) | CHN Zheng Saisai D 0-2 (6-7 e 2-6) | Não avançou        | Não avançou        | --         |

| Evento            | Atleta                         | 1ª rodada                                                       | Quartas-de-final                                     | Semifinais         | Final              | Pos. final |
| Evento            | Atleta                         | Oponente Resultado                                              | Oponente Resultado                                   | Oponente Resultado | Oponente Resultado | Pos. final |
| ----------------- | ------------------------------ | --------------------------------------------------------------- | ---------------------------------------------------- | ------------------ | ------------------ | ---------- |
| Duplas masculinas | Ahmed Triki e MKD Stefan Micov | HUN Márton Fucsovics/ HUN Mate Zsiga D 0-2 (4-6 e 2-6)          | Não avançaram                                        | Não avançaram      | Não avançaram      | --         |
| Duplas femininas  | Ons Jabeur e ROM Cristina Dinu | CZE Denisa Allertová/ MNE Mia Radulović V 2-1 (7-5, 3-6 e 10-1) | CHN Tang Haochen/ CHN Zheng Saisai D 0-2 (2-6 e 3-6) | Não avançaram      | Não avançaram      | --         |

## Tênis de mesa
| Evento            | Atleta    | Preliminares | Preliminares | Preliminares | 2ª fase consolação | 2ª fase consolação | 2ª fase consolação | Pos. final |
| Evento            | Atleta    | Grupo        | Confrontos | Pos.         | Grupo              | Confrontos | Pos.               | Pos. final |
| ----------------- | --------- | ------------ | --- | ------------ | ------------------ | --- | ------------------ | ---------- |
| Simples masculino | Adem Hmam | B            | TPE Tzu-Hsiang Hung D 0-3 (8-11, 9-11, 8-11) MAW Patrick Massah V 3-0 (11-3, 11-3, 11-5) SIN Zhe Yu Clarence Chew D 1-3 (7-11, 9-11, 13-11, 8-11) | 3º           | GG                 | ECU Rodrigo Tapia V 3-2 (3-11, 11-3, 11-8, 13-15, 11-9) BRA Eric Jouti V 3-2 (11-8, 7-11, 11-9, 4-11, 11-7) ARG Pablo Saragovi D 1-3 (1-11, 11-5, 8-11, 7-11) | 2º                 | --         |

| Evento         | Atleta                                                | Preliminares | Preliminares | Preliminares | 2ª fase                        | Quartas-de-final                       | Semifinais                      | Disputa pelo bronze                       | Pos. final |
| Evento         | Atleta                                                | Grupo        | Confrontos | Pos.         | 2ª fase                        | Quartas-de-final                       | Semifinais                      | Disputa pelo bronze                       | Pos. final |
| -------------- | ----------------------------------------------------- | ------------ | --- | ------------ | ------------------------------ | -------------------------------------- | ------------------------------- | ----------------------------------------- | ---------- |
| Equipes mistas | Adem Hmam e CHN Gu Yuting (Equipe Intercontinental 1) | D            | PRK Coreia do Norte V 2-1 (3-1, 0-3, 3-1) NED Países Baixos V 2-1 (3-0, 1-3, 3-1) Pan-América 3 V 2-1 (3-0, 1-3, 3-0) | 1º           | Europa 2 V 2-1 (3-0, 2-3, 3-2) | TPE Taipé Chinês V 2-1 (3-0, 0-3, 3-1) | JPN Japão D 1-2 (3-0, 0-3, 1-3) | PRK Coreia do Norte V 2-1 (3-0, 2-3, 3-1) | [ 25 ]     |

## Vela
| Evento             | Atleta      | Regata | Regata | Regata | Regata | Regata | Regata | Regata | Regata | Regata | Regata | Regata | Regata | Total | Posição |
| Evento             | Atleta      | 1      | 2      | 3      | 4      | 5      | 6      | 7      | 8      | 9      | 10     | 11     | M      | Total | Posição |
| ------------------ | ----------- | ------ | ------ | ------ | ------ | ------ | ------ | ------ | ------ | ------ | ------ | ------ | ------ | ----- | ------- |
| Byte CII masculino | Anis Elmjid | 19     | 28     | 27     | 29     | 27     | 29     | 29     | 27     | DNF    | 29     | RAF    | 26     | 270   | 29º     |

Notas:
- M - Regata da Medalha
- OCS – On the Course Side of the starting line
- DSQ – Disqualified (Desclassificado)
- DNF – Did Not Finish (Não completou)
- DNS – Did Not Start (Não largou)
- BFD – Black Flag Disqualification (Desclassificado por bandeira preta)
- RAF – Retired after Finishing (Retirou-se após completar a prova)